# Le Nord (hebdomadaire canadien)
Le journal Le Nord de Hearst en Ontario est un journal hebdomadaire de langue française qui s'adresse avant tout à la communauté franco-ontarienne.

## Historique
La première édition du journal paraît le 24 mars 1976.
Le 19 septembre 2012, les locaux du journal et de la librairie Le Nord ont pris feu.
Le Nord fait partie de l'Association de la presse francophone (APF).